# Baker, Howland and Jarvis Colonization Scheme

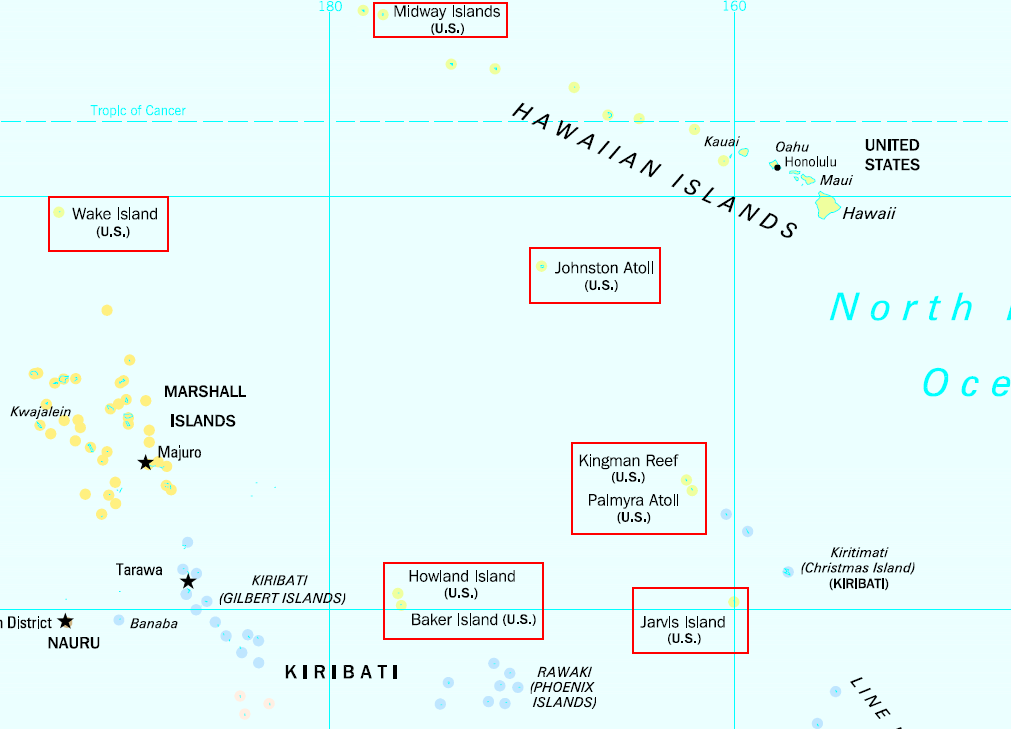
Karte der United States Minor Outlying Islands mit Lage von Baker, Howland und Jarvis (im Süden)

Das Baker, Howland and Jarvis Colonization Scheme (deutsch etwa: Kolonisierungsprogramm für die Baker-, Howland- und Jarvisinsel, auch genannt American Equatorial Islands Colonization Project) von 1935 war ein Programm der Regierung der Vereinigten Staaten zur Besiedlung dreier ihrer Territorien im Pazifischen Ozean, nämlich Baker Island, Howland Island und Jarvis Island.

## Hintergrund
Im 19. Jahrhundert nahmen US-amerikanische Abenteurer und Firmenvertreter zahlreiche Inseln, insbesondere im Pazifik, unter Berufung auf den Guano Islands Act von 1856 für die Vereinigten Staaten in Besitz. In der Folge wurden die Inselterritorien zum Abbau von Guano besiedelt und anschließend wieder verlassen, nachdem der Rohstoff abgetragen war. Um weiterhin im Zentralpazifik präsent zu sein, ließ das US-Militär einige Inseln in den 1930er- und 1940er-Jahren für militärische Zwecke ausbauen, wie etwa Wake oder das Johnston-Atoll. Die US-Regierung hingegen plante, die drei unbewohnten Inseln Baker, Howland und Jarvis mit Zivilisten zu besiedeln. Als Siedler wählten US-Regierungsvertreter Studenten der Kamameha-Universität in der US-Kolonie Hawaiʻi aus.

## Ausführung
Am 26. März 1935 brachte die USCGC Itasca die ersten vier Siedler nach Jarvis Island. Diese gründeten dort die Siedlung Millersville. Anschließend wurden am 3. April 1935 je vier Siedler auf Howland und Baker Island abgesetzt, wo sie die Orte Itascatown und Meyerton gründeten. Auf allen drei Inseln errichteten die US-Streitkräfte außerdem je einen Leuchtturm sowie auf Baker und Howland Island auch einen Landeplatz für Flugzeuge. Da es auf den Inseln keine natürlichen Trinkwasserquellen gibt, blieben die Kolonisten stets von der Belieferung Dritter abhängig.

## Ende
Nach Beginn des Zweiten Weltkriegs im Pazifik griffen die Japaner auch Baker, Howland und Jarvis Island an. Am 8. Dezember 1941 starben zwei der vier Kolonisten bei einem Luftangriff auf Itascatown (auf der Howlandinsel).  Auch Meyerton (auf der Bakerinsel) wurde angegriffen, jedoch ohne Verluste an Menschenleben. Am 31. Januar 1942 evakuierte die US Navy die beiden Überlebenden von Howland Island wie auch die Siedler von Baker Island – am 7. Februar auch die Siedler von Jarvis Island. Das Projekt war gescheitert, die Inseln sind seitdem unbewohnt.

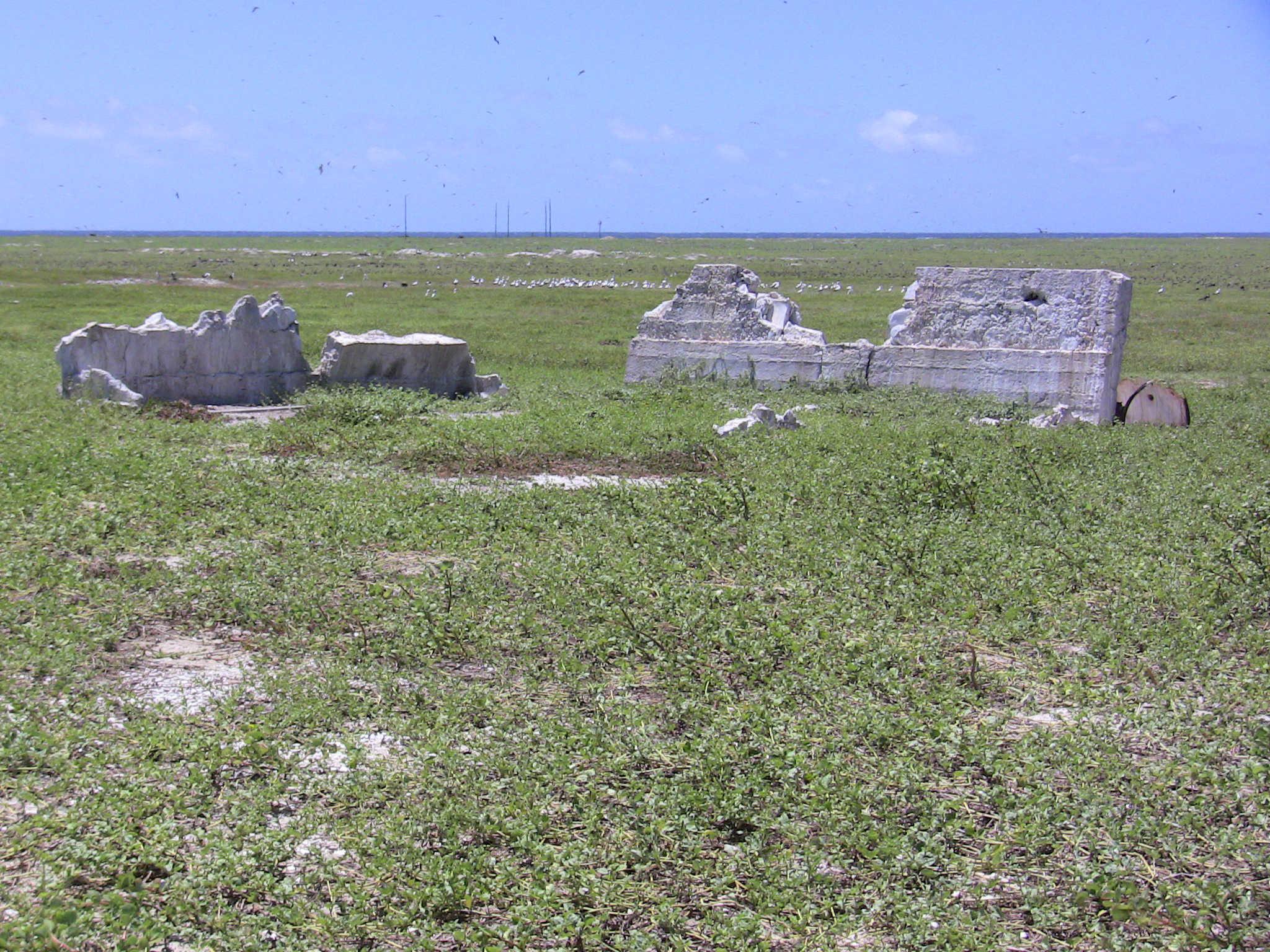
Die Überreste von Meyerton auf Baker Island
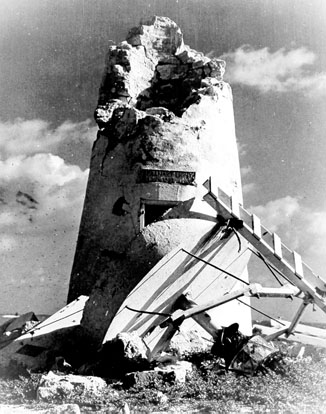
Der beim Luftangriff zerstörte Leuchtturm auf Howland Island, Amelia Earhart Light
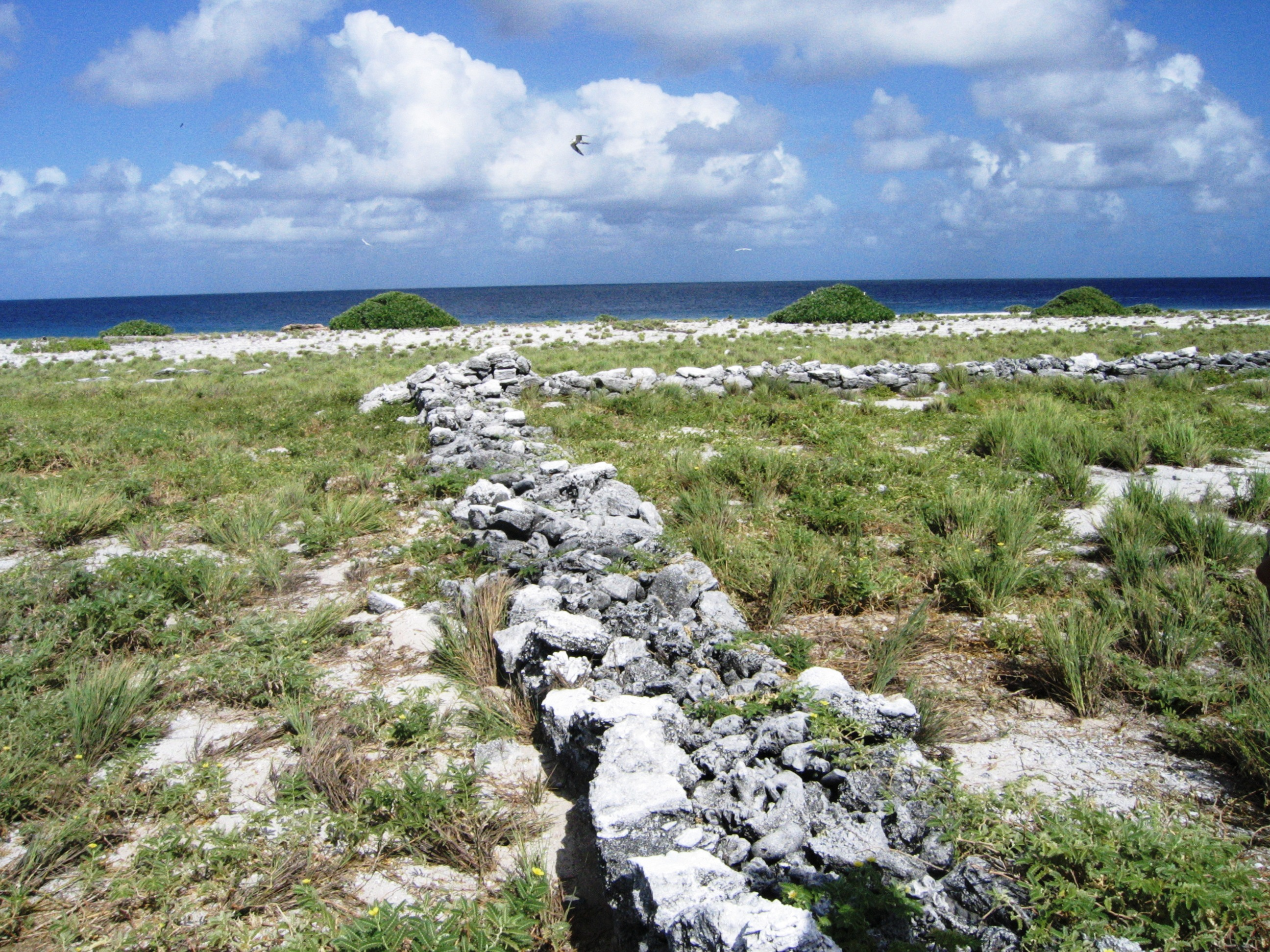
Die Überreste von Itascatown auf Howland Island
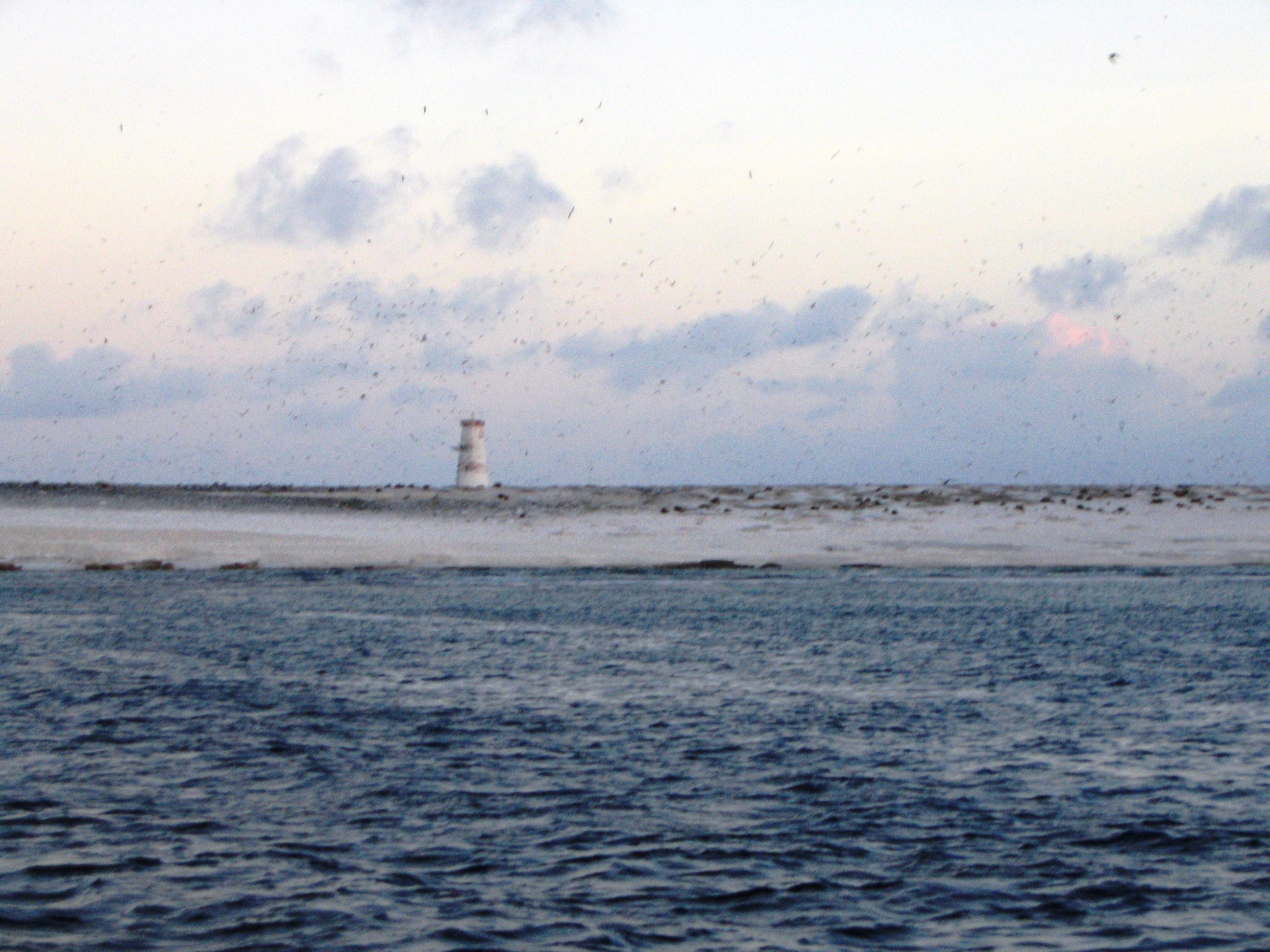
Jarvis Island mit Leuchtturm

## Leitung
Anfänglich war das Bureau of Air Commerce, eine Abteilung des US-Wirtschaftsministeriums, mit der Leitung des Programms beauftragt.  1937 übertrug das Bureau of Air Commerce die Verantwortung dem US-Innenministerium. 
Leiter des Baker, Howland and Jarvis Colonization Schemes waren:
- 1935–1937: William T. Miller
- 1937–1942: Richard B. Black

## Rezeption
Im Jahr 2010 erschien die Dokumentation Under a Jarvis Moon über das Kolonisationsprojekt.